# Europacup I hockey mannen 1999
De 26ste Europcup I hockey voor mannen werd gehouden van 21 tot en met 24 mei 1999 in het Spaanse Terrassa. Er deden 8 teams mee, verdeeld over twee poules. HC Den Bosch won deze editie van de Europacup I.

## Poule-indeling

### Eindstand Groep A
| Team                 | Pnt | GS | W | G | V | DV | DT | DS  |
| -------------------- | --- | -- | - | - | - | -- | -- | --- |
| 1. Club Egara        | 9   | 3  | 3 | 0 | 0 | 12 | 3  | +9  |
| 2. WKS Grunwald      | 6   | 3  | 2 | 0 | 1 | 13 | 3  | +10 |
| 3. CA Montrouge      | 3   | 3  | 1 | 0 | 2 | 6  | 7  | −1  |
| 4. Royal Herakles HC | 0   | 3  | 0 | 0 | 3 | 3  | 21 | −18 |

### Eindstand Groep B
| Team                   | Pnt | GS | W | G | V | DV | DT | DS |
| ---------------------- | --- | -- | - | - | - | -- | -- | -- |
| 1. HC 's-Hertogenbosch | 7   | 3  | 2 | 1 | 0 | 9  | 2  | +7 |
| 2. Harvestehuder THC   | 5   | 3  | 1 | 2 | 0 | 6  | 3  | +3 |
| 3. Cannock HC          | 4   | 3  | 1 | 1 | 1 | 3  | 4  | −1 |
| 4. Stroitel Brest      | 0   | 3  | 0 | 0 | 3 | 3  | 12 | −9 |

## Poulewedstrijden

### Vrijdag 21 mei 1999
- 11.00 A Montrouge - Grunwald 0-1
- 13.00 A Club Egara - Herakles 5-1
- 15.30 B 's-Hertogenbosch - Cannock 2-0
- 17.30 B Harvestehüder - Stroitel Brest 4-1

### Zaterdag 22 mei 1999
- 11.00 A Montrouge - Herakles 5-2
- 13.00 A Club Egara - Grunwald 3-1
- 15.30 B 's-Hertogenbosch - Stroitel Brest 6-1
- 17.30 B Harvestehüder - Cannock 1-1

### Zondag 23 mei 1999
- 11.00 A Grunwald - Herakles 11-0
- 13.00 A Club Egara - Montrouge 4-1
- 15.30 B 's-Hertogenbosch - Harvestehüder 1-1
- 17.30 B Stroitel Brest - Cannock 1-2

## Finales

### Maandag 24 mei 1999
- 09.00 4e A - 3e B Royal Herakles - Cannock HC 1-4
- 11.30 3e A - 4e B Stroitel Brest - CA Montrouge 1-4
- 12.00 2e A - 2e B Harvestehüder THC - Grunwald Poznan 7-2
- 14.30 1e A - 1e B Club Egara - HC 's-Hertogenbosch 1-2

## Einduitslag
1.  HC 's-Hertogenbosch 

2.  Club Egara 

3.  Harvestehuder THC 

4.  WKS Grunwald 

5.  Cannock HC 

5.  CA Montrouge 

7.  Royal Herakles HC 

7.  Stroitel Brest

## Kampioen
| Europacup I 1999               |
| ------------------------------ |
| HC 's-Hertogenbosch 1ste titel |